# 新型出生前診断
新型出生前診断（しんがたしゅっしょうぜんしんだん）とは、無侵襲的出生前遺伝学的検査（英語: non-invasive prenatal genetic testing; NIPT）、母体血細胞フリー胎児遺伝子検査（英語: maternal blood cell-free fetal nucleic acid (cffNA) test）、母体血胎児染色体検査、セルフリーDNA検査などとも呼ばれる、妊婦から採血しその血液中の遺伝子を解析することにより、胎児の染色体や遺伝子を調べる非侵襲的検査である。出生前親子鑑定として父親の判定にも使用される。なお、検査方法が確立されてから年月が経っているため「新型出生前診断」という名称自体は不適切であるとされている。
母体中の血液には、母親のDNAの他に胎児由来のDNAも10％ほど含まれる。胎児由来のDNAは、血漿中セルフリーDNA（cell-free DNA:cfDNA）(en)という分類に含まれ、胎児由来遺伝子をMPSという方法で解析することで、胎児性別診断、RhD陰性妊婦での胎児のRhD血液型診断、胎児の単一遺伝子病や染色体異常の診断、さらには妊娠高血圧症候群の発症予知・胎盤機能評価の評価、父親の確認などを目的に検査を行う。妊娠8-10週目から検出可能となる。結果が出るまでは数日から2週間程度かかる。

## 歴史
香港中文大学の化学病理学教授である盧煜明がNIPTを発明した。先に胎児性別診断とRhD血液診断のみが実用化されていたが、2011年にアメリカ合衆国のシーケノム社が開発したMaterniT21により、胎児の染色体異常が診断可能になった。まず、21トリソミーの診断が可能になり、その後さらに18トリソミーおよび13トリソミーが対照に加えられた。2012年3月からはアメリカ・ヴェリナタ（Verinata）社も検査受託を開始している。
日本国内では2013年4月より、日本医学会の認定・登録委員会により認定された施設での検査が始まった。2013年12月現在、日本国内では検査解析が実施できず、採取した血液は全てアメリカに空輸されて検査されている。
2016年夏、シーケノム社は「マタニティ・ゲノム」(Materni-quenom)という新しい検査手法を開発した。この検査では胎児の全染色体の検査が可能となり、羊水検査でも診断できない遺伝子異常も検出可能になった。

## 費用と普及
2014年度には日本国内47施設で1万人の妊婦が検査を受けた。「高齢出産」を理由にする妊婦が多いとされる。アメリカではカリフォルニア州だけで、2009-2012年に130万人の妊婦が検査を受けた。費用は健康保険の適用がなく自費扱いとなり、日本国内では20万円程度の負担となる。2014年、中国企業の関連会社｢BGIヘルスジャパン｣が相場の半値の10万円で検査を受諾して香港の検査会社で解析を行っていたが、日本産科婦人科学会の指針を守らず遺伝カウンセリング体制が整っていない未認定の施設でも検査を受注していたことが問題となり、検査受諾を一時中止する事態となった。2016年4月には、国内で検査を受けた妊婦がのべ3万人となった。

## 結果の解釈
日本におけるNIPTは、13番、 18番、21番の3つの染色体の数的異常を検出する非確定的検査である。
その他の染色体数的異常や数的異常以外の染色体異常（均衡型転座、微細欠失など）、単一遺伝子疾患の有無は分からない。
検査が陰性の場合、対象とする染色体数的異常のみられる可能性は極めて低いが、0ではなく、偽陰性となることがありうる。したがって、対象とする染色体数的異常がないことを確定させることにはならない。
検査が陽性の場合、対象とする染色体数的異常のみられる可能性は高くなるが、偽陽性がありうる。例えば、トリソミーレスキューにより胎盤はトリソミーを有するが胎児は正常という胎盤製モザイクが発生した場合、NIPT陽性となる事がある。陽性適中率は事前確率により異なる。確定診断をするには、侵襲を伴う検査（絨毛検査または羊水検査）が必要になる。

## 検査精度
検査される妊婦群の平均年齢が高いほど、ダウン症胎児が多く含まれるために検出精度が高くなる。逆に妊婦群の平均年齢が低いほど、的確に診断できる確率は統計学的な理由により低下する。トリソミー21のローリスク群を900人にひとり程度の頻度と考えて計算すると陽性的中率は30％程度にしかならない。日本国内では2013年11月22日にNIPTコンソーシアムが検査結果を集計したところ、新型出生前診断を受けたのは約3,500人であり、そのうち67人が陽性と判定され、56人が異常ありと診断された。2014年度の国内実績では、検査で陽性になった295人中、羊水検査で胎児の異常が確定したのは78％の230人であった。
対象となる染色体数的異常があるのにNIPT陰性となる｢見逃し｣も17％程度あることが知られている。
一方、対象となる染色体数的異常がないのにNIPT陽性となる｢偽陽性率｣は、19,000人を対象とした試験で0.06％と非常に低い 。
これらの判定率は、従来の超音波検査＋母体血清マーカー検査と比較すると、大幅に高精度とされる。
ただし、上記の統計とは大きく異なり、日本での事例(2013年から2021年まで約10万件の集計)では、偽陰性率は0.01%にすぎず、ダウン症(21トリソミー)の偽陽性率は2.7%と高い。

## 対象となる妊婦
NIPTを受けることを希望する妊婦のうち、次の1〜5のいずれかに該当する者が対象となる。
1. 胎児超音波検査で、胎児が染色体数的異常を有する可能性が示唆された者。
2. 母体血清マーカー検査で、胎児が染色体数的異常を有する可能性が示唆された者。
3. 染色体数的異常を有する児を妊娠した既往のある者。
4. 高年齢の妊婦。
5. 両親のいずれかが均衡型ロバートソン転座を有していて、胎児が 13 トリソミーまたは 21 トリソミーとなる可能性が示唆される者。

日本産科婦人科学会が2012年にまとめた新出生前診断の指針では、対象者は超音波検査などで胎児の染色体異常の可能性が示唆された妊婦や高齢妊婦とされている。指針案の段階では当初35歳以上の妊婦と明確に年齢が定義されていたが、その後年齢の条項は削除された。
イギリスではダウン症候群を早期診断するための国家的なスクリーニング事業が行われており、2004年以降は全妊婦が何らかの出生前検査を受けるように求められている。

## 欧米と日本の実績
NIPT は確定診断ではない。
2013年の国内実績では、NIPT で陽性と判定された67人のうち、56人で診断が確定され、そのうち9割以上が人工妊娠中絶を選択した。
アメリカやイギリスなどでも、同程度の中絶率とされている。他の出生前診断と同様に、検査によって敬虔なキリスト教を中心に胎児の生存権が脅かされる等を理由に、この種の検査に反対する人や団体が存在する。欧米ではそれに対抗して、女性団体を中心に中絶の権利は女性の性と生殖に関する権利拡大のためとして守るべきものだと考えられている。

### 日本の認定施設
日本では日本医学会が実施施設の認定を行っている。施設の認定基準としては、
1. 産婦人科医と小児科医が常勤で勤務しており、いずれかが臨床遺伝専門医の資格を有している。
2. 遺伝に関する専門外来を開設している。
3. 遺伝カウンセリングの体勢が整備されている。

等が求められ、2016年12月現在78施設が「母体血を用いた出生前遺伝学的検査」の認定施設となっている。

### 無認定施設の問題
日本医学会の認定施設以外でも検査を実施している医療機関があり、中には相場の半値の料金を謳い文句に検査を行う民間業者の存在も知られている。また、じゅうぶんに説明せず不安を煽り、検査精度はそれほど高くないような高額オプションに誘導している施設も多い。
インターネットでは誤情報も多く出回っており、日本産科婦人科学会の調査によれば、「無認定施設」で検査を受ける人が51%まで増加したという報告もある。
2019年8月19日付の毎日新聞によると、産科婦人科学会の認定を受けず出生前診断を実施している医療機関が、日本全国に少なくとも40施設存在しており、うち約9割が産科や産婦人科以外の診療科であることが判明したとしている。2016年11月、日本医学会、日本産科婦人科学会他5団体は、日本医学会の認定施設以外で検査を実施している医療機関に対して直ちに検査の受諾及び実施を中止するよう声明を出しており、安心して新型出生前診断を受けるために認定施設で検査を受けることを強く勧めている。2017年6月、日本産科婦人科学会は学会指針に反して検査を実施しているとして東京都の2人と大阪府の1人の会員医師計3名を学会会員資格停止などの懲戒処分としている。

## 出生前親子鑑定
妊娠前に複数男性と避妊なしの性交渉があったケース等で、だれが胎児の父親であるかを判別する目的でも利用される。父親候補の遺伝子と胎児遺伝子を比較し、候補者由来の精子によって妊娠した胎児かどうかを判定する。検査には母親の末梢血以外に、父親候補者の遺伝子サンプルが必要となる。一般的には口腔内粘膜が遺伝子サンプルとして使用されるが、毛髪や使用済みの紙コップや歯ブラシなどでも検査を受け付ける検査機関もあり、女性は性交渉をもった男性に知られることなく「父親の判定検査」を行う事も出来るとされる。検査会社側では「男性側の同意が必須」としているが、男性側の意思の厳密な確認は行われていない。合法的な中絶が可能な22週までに判定できるので、安易な中絶を助長するとして問題視する声がある一方、出産後に発生する問題を事前に回避できる点で必要とする見方もある。女性の浮気を疑った男性が検査を申し込むこともある。
2018年現在、インターネット上では10社程度がこの父親判定の検査を受け付けており、費用は15-20万円とされる。この父親判定の技術は2011年にアメリカのナテラ社が開発し、DDC社が検査受注窓口になっている。日本の企業の多くがDDC社に検体を送っているが、国内で検査を行っている企業もある。このような治療や医療以外の目的の遺伝子検査については法規制がない。2013年に「遺伝子検査ビジネス実施事業者の遵守事項」というガイドラインが経済産業省によって作成され、検査の品質管理や男女双方の同意などについて基準を設けたが、法的強制力はない。